# Bukowskis
Bukowskis – szwedzki dom aukcyjny, największy w Skandynawii. Został założony w 1870 roku przez polskiego szlachcica Henryka Bukowskiego. Siedziba domu mieści się w Sztokholmie przy Arsenalsgatan 2 (główne biuro) i Berzelii park 1 (salon aukcyjny). 

## Historia
Dom aukcyjny Bukowskis został założony w 1870 roku przez polskiego szlachcica Henryka Bukowskiego. Pierwsza jego znacząca sprzedaż miała miejsce w 1873 roku, a dotyczyła jednej z kolekcji króla Karola XV. Jedną z najbardziej spektakularnych aukcji z początku XX wieku była sprzedaż zbiorów Christiana Hammera w pięciu przetargach. Wśród kupujących była hrabina Wilhelmina von Hallwyl, założycielka Hallwylska museet. W latach 20. Bukowskis miał wyłączność na sprzedaż akwafort Andera Zorna. Akwaforty te zostały uznane jako zabezpieczenie kredytów bankowych i były nawet notowane na giełdzie w Bukowskis.
Z biegiem lat Bukowskis stał się największym domem aukcyjnym w Skandynawii. Ma obecnie status dostawcy dwory królewskiego (kunglig hovleverantör) i posiada swoje  oddziały w Sztokholmie, Göteborgu, Malmö i Norrköping oraz w Helsinkach. Kupujący z całego świata mogą uczestniczyć w licytacjach telefoniczne, przez internet lub osobiście.
Bukowskis prowadzi aukcje w kategorii: Klassiska, Moderna, Contemporary & Design samt Fashion & Diamonds (w Sztokholmie) oraz Klassiska i Modern + Contemporary w Helsinkach. Ponadto oferuje aukcje specjalistyczne i kolekcjonerskie oraz sprzedaż prywatną przedmiotów wysokiej jakości, oferowanych klientom obok aukcji.
Oprócz aukcji tradycyjnych firma prowadzi również aukcje internetowe, którymi zajmuje się jej dział, Bukowskis Market, (wcześniej Auktionskompaniet). Aukcje internetowe odbywają się przez cały rok, całodobowo. Licytowane przedmioty można przedtem obejrzeć w salonach wystawowych domu. Oferta Bukowskis Market obejmuje różnorodne przedmioty, jak antyki, design, dzieła sztuki i artykuły dekoracyjne.
14 maja 2014 roku miała miejsce sprzedaż najdroższego obrazu w Szwecji – malowidło Andy'ego Warhola wylicytowano na sumę ponad 61 milionów koron szwedzkich (co daje 28 352 800 zł, w przeliczeniu według kursu średniego NBP z dn. 14.05.2014).
11 stycznia 2022 roku ogłoszono, iż dom aukcyjny Bukowskis został nabyty przez mający siedzibę w Londynie dom aukcyjny Bonhams. Sumy transakcji nie ujawniono.

## Dane ekonomiczne
Dane w koronach szwedzkich za rok 2020 na podstawie Allabolag.se:
- Przychód – 227 927 000
- EBIT - 44 221 000
- Zysk - 34 303 000
- Aktywa - 346 372 000